# Alan Webb
Alan Webb, född den13 januari 1983, är en amerikansk friidrottare som tävlar i medeldistanslöpning. 
Webb var med på VM i Helsingfors 2005 där han blev nia på 1 500 meter. 2007 vann han IAAFs Golden League tävlingen i Paris på det nya personliga rekordet 3.30,54 som också är nytt nationsrekord för USA.